# Battaglia di Pondicherry

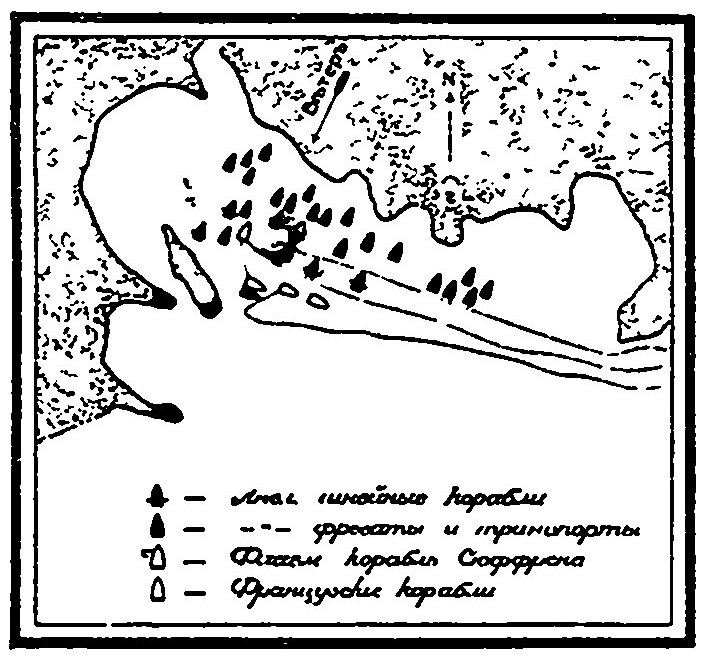
Battaglia di Pondicherry

La battaglia di Pondicherry è stata una battaglia navale non decisiva tra lo squadrone inglese capitanato dal viceammiraglio George Pocock e lo squadrone francese capitanato da Anne Antoine d'Aché. Lo scontro avvenne al largo delle coste indiane di Puducherry il 10 settembre 1759.